# Средиземноморская диета
Средиземномо́рская дие́та — тип питания, основанный на традиционных блюдах стран северного побережья Средиземного моря: Франции, Испании, Греции и Италии. Особенность средиземноморской диеты — преобладание растительной пищи и полезные жиры, она широко известна как один из вариантов здорового питания.
Средиземноморская диета применяется для профилактики и лечения заболеваний сердечно-сосудистой системы, диабета, нейродегенеративных заболеваний, жирового гепатоза и онкологических заболеваний. Лучший эффект достигается в сочетании с активным образом жизни — как физической, так и социальной активностью — так называемый средиземноморский образ жизни.

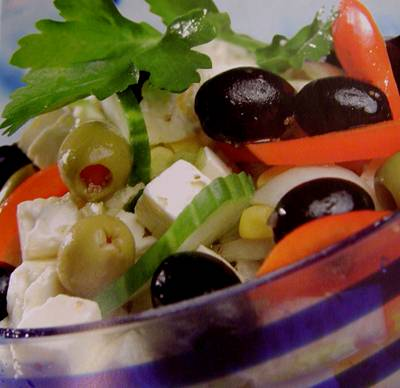
Греческий салат

## История

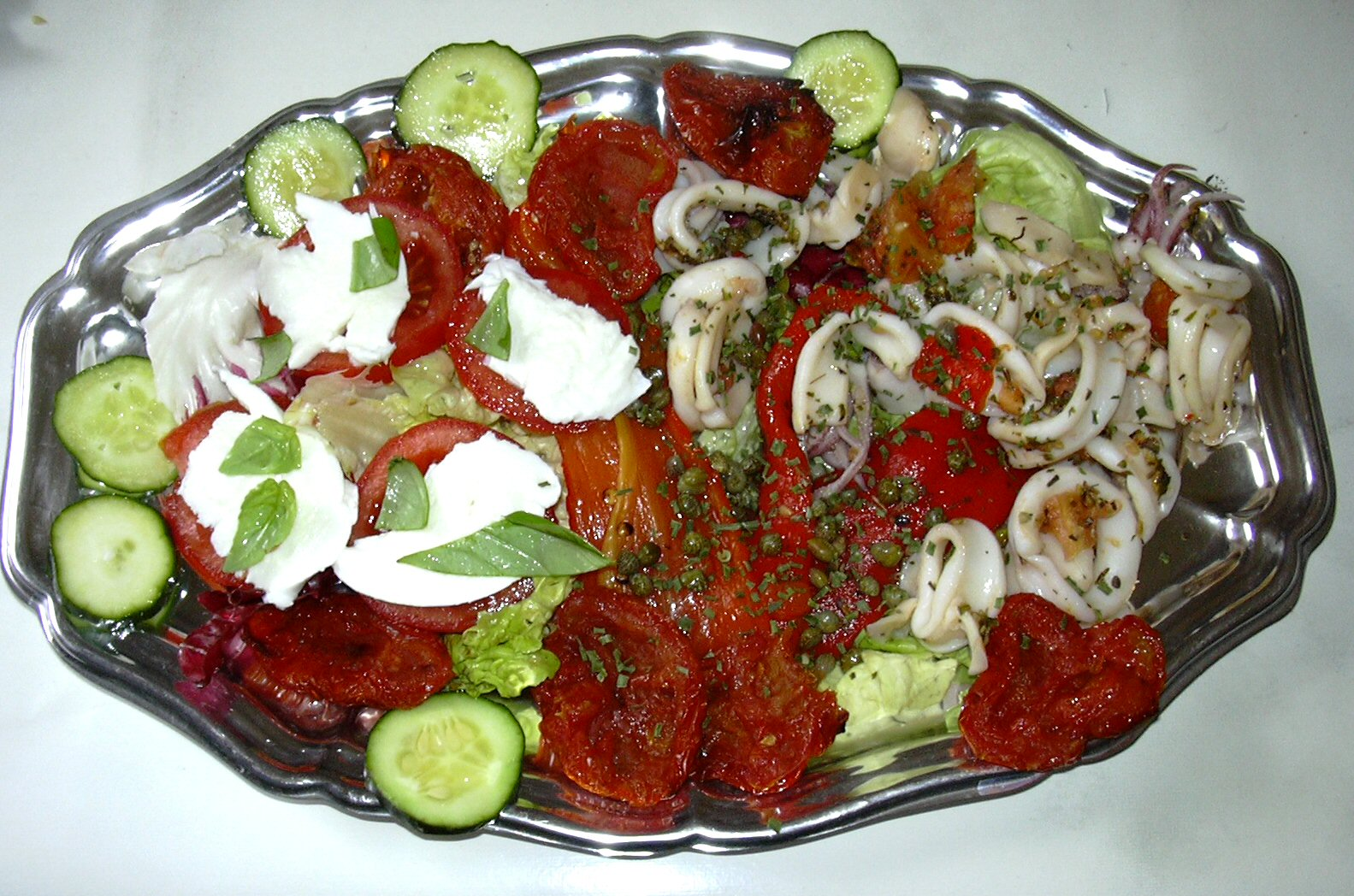
Антипасто с кальмарами

Термин «средиземноморская диета» (англ. Mediterranean diet) впервые появился в 1975 году в книге американcкой семейной пары, биолога Анселя Киза и химика Маргарет Киз, написанной по результатам их исследований, начатых в 1950-е (Keys, A. How to eat well and stay well the Mediterranean way :  [англ.] / A. Keys, M. Keys. — Doubleday, 1975. — 488 p. — ISBN 978-0-38-500906-5.), а термин «средиземноморский образ жизни» (англ. Mediterranean way) представляет собой часть названия этой книги.
Средиземноморская диета — не система диетического питания, а собрание пищевых привычек и принципов, которым традиционно следуют люди Средиземноморья. Пищевые привычки, называемые средиземноморской диетой, заинтересовали учёных в связи с так называемым французским парадоксом: несмотря на то, что жители юга Франции потребляют довольно большое количество жиров, они гораздо реже подвержены сердечно-сосудистым заболеваниям, чем жители США, в которых жили предложившие термин исследователи.

## Характерные черты
Принципы средиземноморской диеты:
- употребление в пищу продуктов преимущественно с мононенасыщенными жирами с минимизацией продуктов, содержащих насыщенные жиры, основной источник жира в средиземноморской диете — оливковое масло первого отжима (англ. extra virgin);
- высокая доля овощей, фруктов, бобовых и злаков;
- умеренная доля молока и молочных продуктов, среди молочных продуктов преобладают сыры;
- ограниченное количество мяса, в том числе минимум красного мяса или его полное отсутствие в рационе;
- минимум продуктов глубокой переработки;
- малое количество сладостей.

Средиземное море окружают не менее 16 стран, и традиции питания различаются между этими странами из-за культуры, этнического фона и религии. Но есть множество характеристик, общих для них всех:

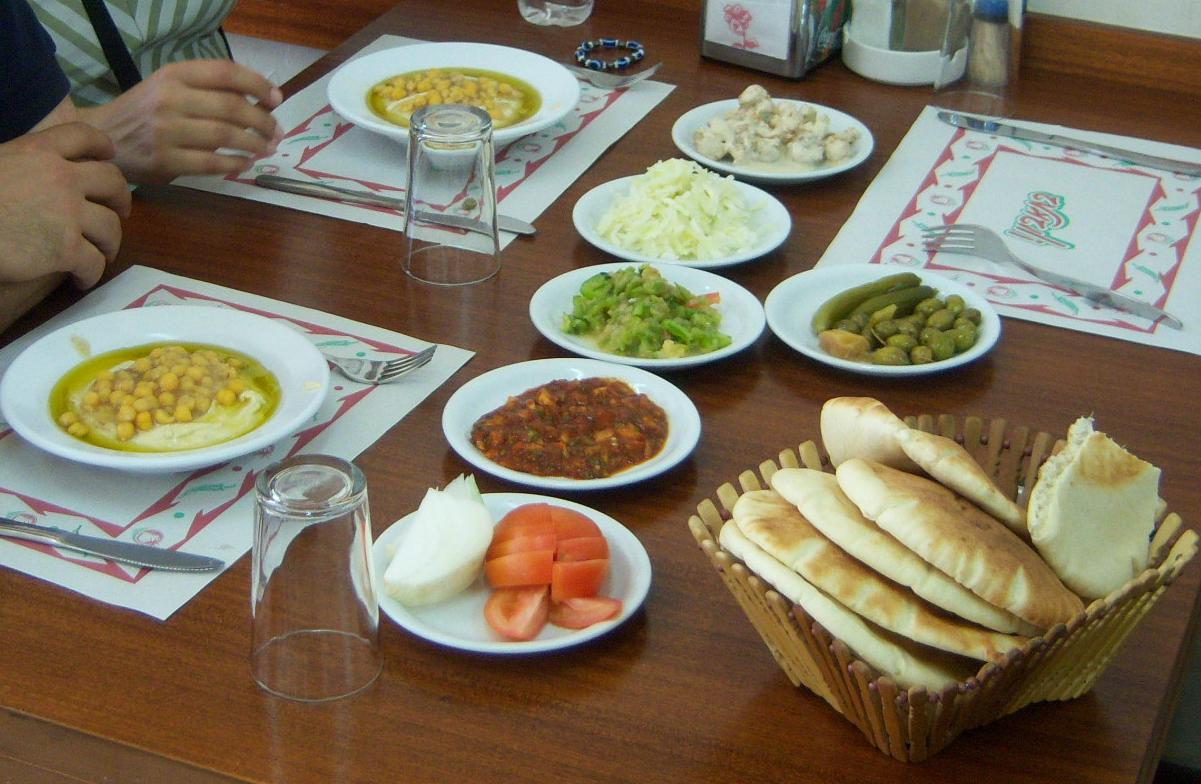
Сефардский завтрак (Израиль)

- высокая доля свежих плодов, овощей, картофеля, бобов, орехов, семян;
- хлеб, макаронные изделия и другие продукты на основе зерновых культур;
- фрукты являются ежедневным десертом;
- оливковое масло и другие источники ненасыщеных жиров, которые не являются насыщенными жирными кислотами, является главным источником энергии, давая 25–35 % всех калорий;
- молочные продукты по большей части из йогурта и сыра;
- яйца не употребляются совсем или не более 4 яиц в неделю;
- рыба и птица употребляются от малых до средних количеств;
- животное мясо употребляется в малых количествах;
- умеренное потребление красного вина, обычно с пищей (кроме мусульманских стран);
- диета неразрывно связана с активным образом жизни.

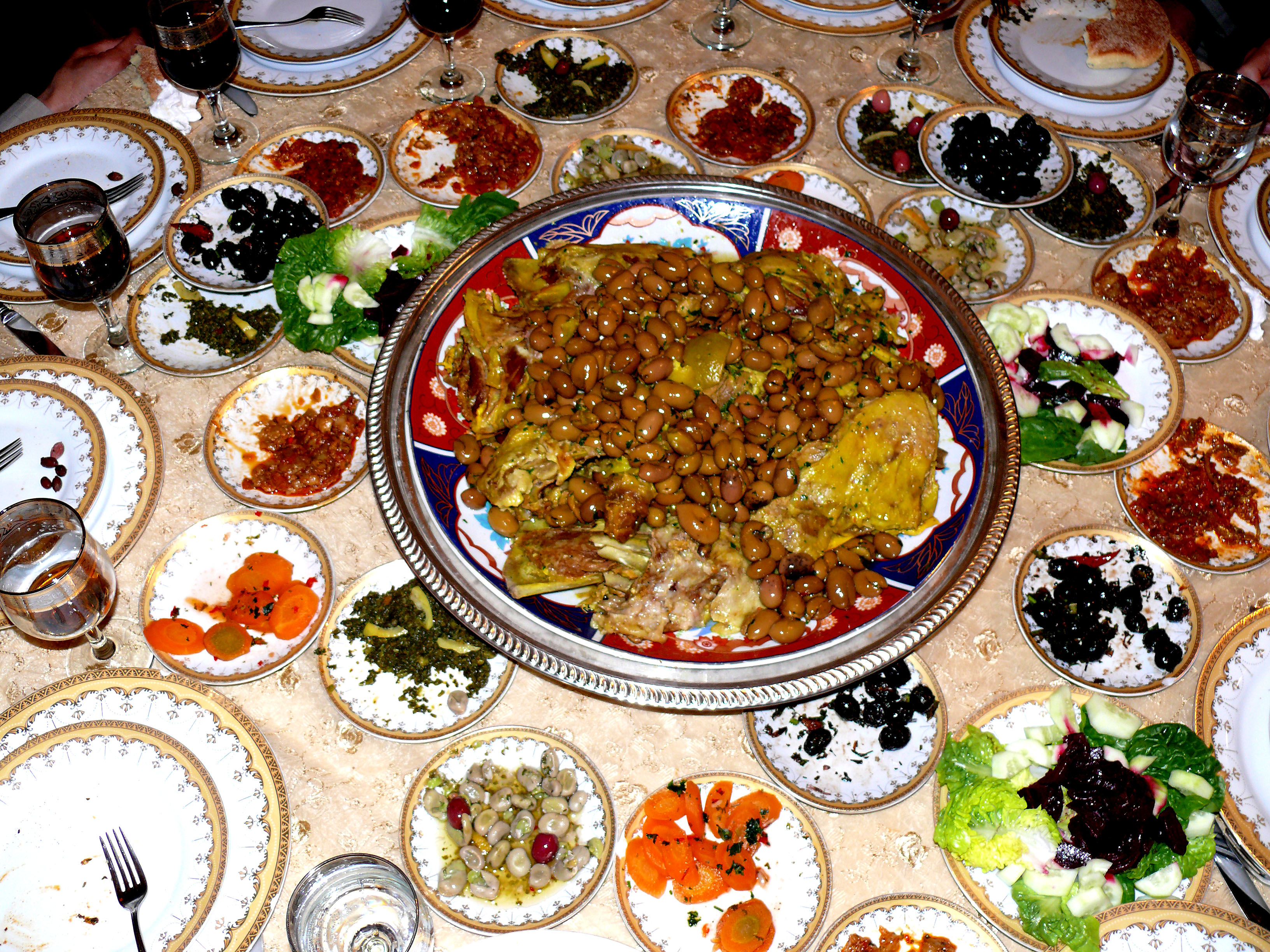
Банкет в Марокко

## Влияние на здоровье
Исследование, проведённое на выборке из 22000 человек, показало, что приверженность средиземноморскому типу питания, по сравнению с традиционным американским типом питания, снижает на 33 % риск возникновения сердечных и на 24 % раковых заболеваний. Множественные медицинские исследования показали, что жители стран Средиземноморья менее подвержены риску сердечно-сосудистых заболеваний, реже страдают от избыточного веса, повышенного давления, диабета. Исследования большой группы авторов из Италии показали, что средиземноморская диета превосходит по эффекту другие диеты, которые назначают при сердечно-сосудистых заболеваниях, что позволяет широко рекомендовать диету в качестве профилактической или лечебной в кардиологии. Средиземноморская диета также снижает риск заболевания болезнью Альцгеймера. Это обусловлено прежде всего обильным употреблением в пищу свежих овощей и фруктов, блюд из зерновых культур и умеренного количества мяса и рыбы (жиры поступают в организм в основном из оливкового масла).

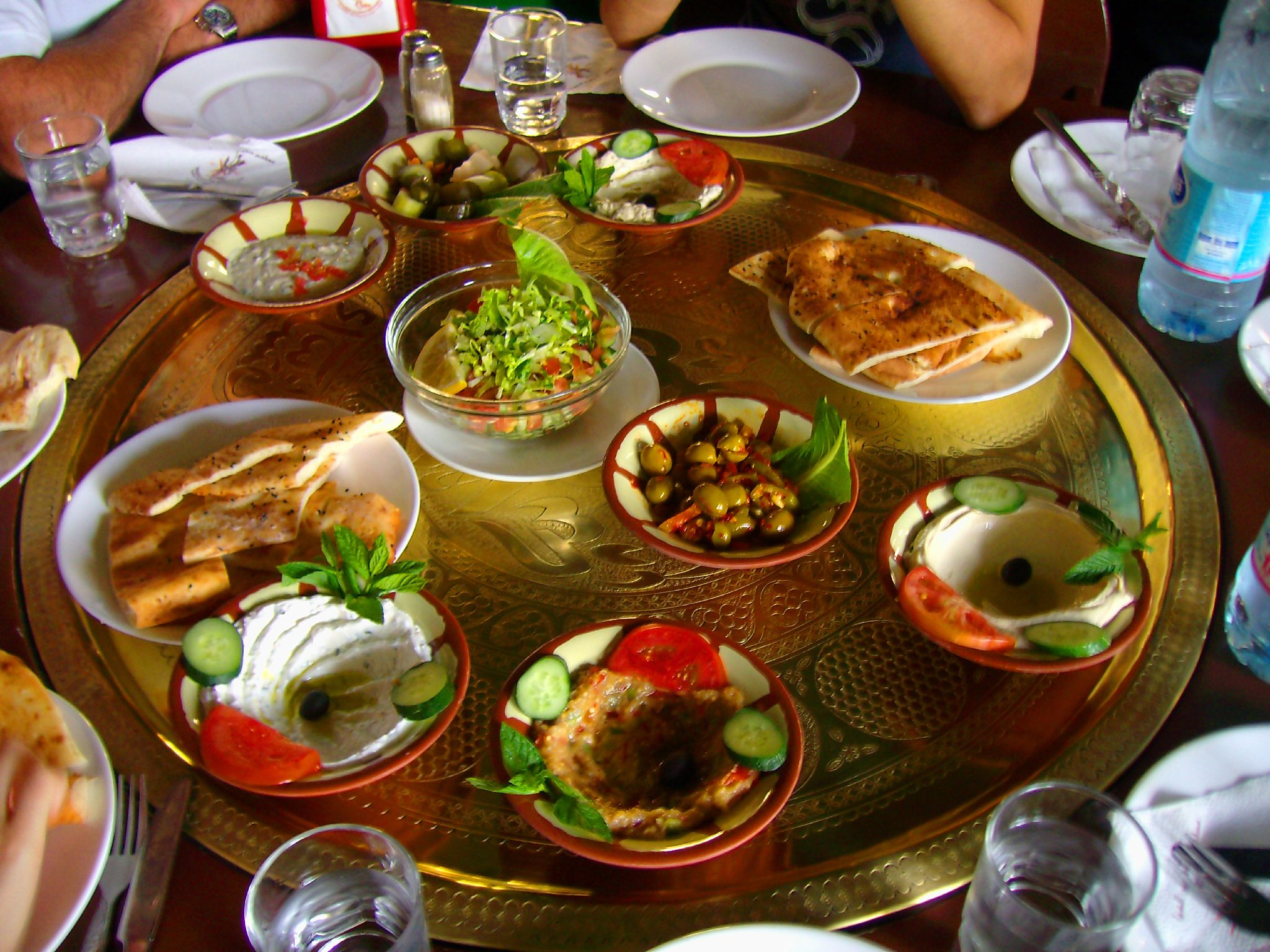
Мезе перед обедом в Иордании

Ученые из Университета Ровира и Виргили (Испания) провели исследования, в которых пришли к выводу, что средиземноморская диета в сочетании с физическими упражнениями способствует снижению веса за год не менее чем на пять процентов от исходной массы тела, а также улучшению усвоения глюкозы, причём с течением времени положительная динамика сохранялась. В исследовании приняли участие свыше 600 пациентов в возрасте от 55 до 75 лет, страдающих ожирением или избыточным весом, а также метаболическим синдромом.
Регулярно делались попытки выделить составляющие диеты, дающие столь сильный медицинский эффект, и таковыми объявлялись жирная рыба, морепродукты, оливковое масло, красное вино и др., но систематические исследования показали, что невозможно выделить один или два отдельных компонента, несмотря на их безусловно положительный эффект.
Всемирная организация здравоохранения опубликовала рекомендации по питанию по доказанному снижению риска сердечно-сосудистых заболеваний, многие из которых пересекаются с традиционной средиземноморской диетой:
- Рекомендуется избегать употребления продуктов с холестерином, таких как «красное» животное мясо, в пользу рыбы, морепродуктов, курицы и макаронных изделий;
- Рекомендуется избегать продуктов, содержащих жирные кислоты, которые стимулируют генерацию холестерина самим организмом человека, таких как сливки, сливочное масло, сало, в пользу оливкового или подсолнечного масла;
- Рекомендуется употреблять порядка 5 порций фруктов и овощей в день, а также блюда с максимальным сохранением растительных волокон как целыми, так и в составе салатов;
- Сокращать употребление сладостей в пользу фруктов;
- Употреблять не менее 1 раза в неделю блюда из жирной рыбы для употребления из неё кислоты омега-3, разрушающей холестерин;
- Не использовать блюда с большим количеством соли;
- Диета сочетается с активным образом жизни.

## Типичные продукты
Примерный состав средиземноморской диеты:
- основа диеты — овощи и фрукты, они должны составлять примерно треть рациона, минимум 400 г в сутки;
- продукты с ненасыщенными жирами (из почти чистых жиров — оливковое масло) вместо сливочного масла, маргарина и других богатых насыщенными жирами продуктов; предположительно, мононенасыщенные жирные кислоты могут снизить уровень липопротеинов низкой плотности (так называемого «плохого» холестерина).
- рыба и морепродукты в качестве источника белка вместо мяса или при минимуме мяса; рыба предпочтительна благодаря содержащимся в ней омега-3 жирным кислотам (особенно лососёвые и тунец), которые нейтрализуют «плохой» холестерин; еженедельные две стандартные порции рыбы (по 80 г) снижают риск сердечно-сосудистых заболеваний
- цельнозерновые продукты (цельнозерновой хлеб, цельнозерновые макароны, кускус, гречка, ячмень, булгур, коричневый рис и бурый рис);
- малое количество красного мяса, жирного молока, рафинированных масел;
- минимум или исключение фастфуда, сладких газированных напитков, колбас, сосисок и других продуктов глубокой обработки, десертов с большим количеством сахара, хлеба, булочек из белой муки, алкоголя.

Баланс питания:

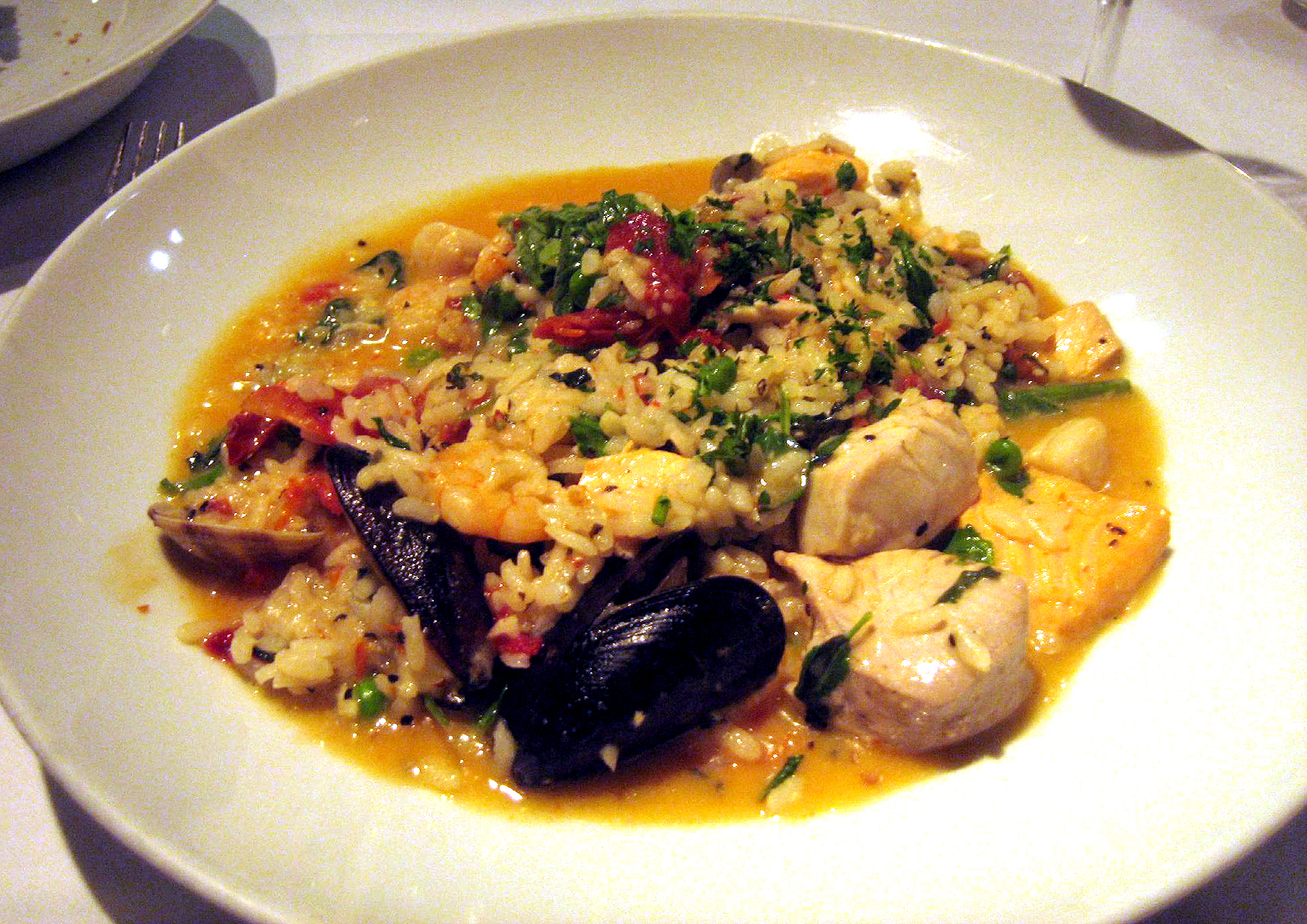
Ризотто с морепродуктами

- 60 % углеводов (хлеб, макаронные изделия, фрукты, овощи);
- 30 % жиров (главным образом оливковое масло);
- 10 % белков (мясо, рыба, бобы, горох, фасоль).